# إيفانجيليون: الموت والبعث
إيفانجيليون: الموت والبعث (新世紀エヴァンゲリオン 劇場版 DEATH & REBIRTH シト新生 Shin seiki Evangerion Gekijō-ban: Shito Shinsei)، هو أول أفلام سلسلة نيون جينيسيس إيفانجيليون. يتكون الفيلم من جزأين: الموت والبعث، على الترتيب. تم إصدار هذا الفيلم مع الفيلم اللاحق، نهاية إيفانجيليون، في تجاوب مع نجاح المسلسل التلفزيوني وإلحاح كبير من المعجبين من أجل نهاية جديدة. منذ إنتاج الفيلم، تعرض الفيلم لإعادة تعديل وإصدار مرات متعددة.

## ملخص القصة

### الموت
الجزء الأول، الموت، هو تعديل بمدة 70 دقيقة للحلقات الأربعة والعشرين الأولى من نيون جينيسيس إيفانجيليون، مع لقطات إضافية لم تظهر في البث الأصلي (تم دمج اللقطات في الليزرديسك الياباني وإصدار المجموعة البلاتينية الأمريكية والأوروبية من المسلسل، تحت عنوان نسخ «قص المخرج» للحلقات 21 حتى 24).

### البعث
الجزء الثاني، البعث، يتكون من 27 دقيقة بمشاهدة جديدة بالكامل التي تشكل نهائياً الثلث الأول من نهاية إيفانجيليون، الذي صدر بعد أربعة أشهر. بسبب قيود الوقت، لم يغطِ جزء البعث سوى التحضيرات الأولية لمشروع واسطة البشرية، وغزو الجيوفرونت من قبل سيلي، وانتهى بقدوم إيفانجيليون الإنتاج المتسلسل (في نهاية إيفانجيليون، انتهت النسخة الأخيرة من الحلقة 25' بنهاية قتال أسكا مع إيفا الإنتاج المتسلسل).

## الإصدار
بين مارس وأكتوبر 1997، حصل الفيلم الموت والبعث على 1.1 مليون ين.
في 26 يوليو 2005، قامت مانغا إنترتينمنت بإصدار الموت والبعث ونهاية إيفانجيليون معاً في الولايات المتحدة كمجموعة قرصين.
قام الإنتاج الإنجليزي بتغييرات مشابهة للتغييرات التي طرأت على نهاية إيفانجيليون. أحد التغييرات الملاحظة كان تغيير الصوت بين المشهد الذي ظهر فيه كاجي وبين المشهد التالي الذي يتضمن إخبار شينجي لأسكا بموت كاجي. وفقاً لتعليقات الدي في دي، أحست مديرة الدبلجة الإنجليزية، أماندا ون-لي، مؤدية صوت ريه في الدبلجة الإنجليزية، بأن الصوت لم يكن صوت «إطلاق نار» ملائماً وتم تغييره بصوت أكثر وضوحاً. ولكن، ذكر في السيناريو الياباني بأن الصوت ليس صوت إطلاق نار أبداً، بل كان صوت صفعة (يلمح المشهد التالي بأن أسكا صفعت شينجي على وجهه) وانتقد المعجبون ذلك التغيير كونه مثالاً على تجاوز ممثلي ومخرجي الدبلجة لحدودهم عند دبلجة الأنمي إلى الإنجليزية.

### النسخ
إيفانجيليون:الموت(الحقيقة) عرض في 2 يناير 1998 على محطة التلفزيون الفضائية اليابانية واواو، هذه النسخة من إيفانجيليون: الموت تم تعديلها من قبل ماسايوكي، مزيلاً العديد من المشاهد الجديدة من الحلقات 21-24.
أصدرت نسخة أخرى بعنوان إحياء إيفانجيليون (Revival of Evangelion: Death(true)²/Air/まごころを、君に Revival of Evangelion: Death(true)²/Air/Magokoro o, Kimi ni) في 8 مارس 1998 ودمج أفلام نيون جينيسيس إيفانجيليون من عام 1997، الموت (الحقيقة)² (تعديل جديد لالموت (الحقيقة)، مع تعديلات طفيفة كثيرة وإعادة إضافة صورة آدم المزروع في كف غيندو) ونهاية إيفانجيليون. تعتبر هذه النسخة التعديل الأخير من أفلام إيفانجيليون، التي أصدرت مرات كثيرة قبل الإحياء. أصدر الفيلمان في القرصين التاسع والعاشر من مجموعة تجديد إيفانجيليون مع العناوين إحياء إيفانجيليون وإيفانجيليون - الفيلم المميز.

## الاستقبال
كريس بيفيردج من أنمي أون دي في دي أعطى الفيلم علامة "A-" بالفيلم العام. روبرت نيلسون من ذِم أعطى الفيلم 3 من 5. جابان سينما أعطت الفيلم علامة C+.

## وصلات خارجية
- إيفانجيليون: الموت والبعث على موقع IMDb (الإنجليزية)
- إيفانجيليون: الموت والبعث على موقع نتفليكس (الإنجليزية)
- إيفانجيليون: الموت والبعث على موقع أول موفي (الإنجليزية)
- إيفانجيليون: الموت والبعث على موقع فيلمافينيتي (الإسبانية)
- إيفانجيليون: الموت والبعث على موقع قاعدة بيانات الفيلم (الإنجليزية)
- إيفانجيليون: الموت والبعث على موقع ليتربوكسد (الإنجليزية)
- إيفانجيليون: الموت والبعث على موقع كينوبويسك (الروسية)
- إيفانجيليون: الموت والبعث على موقع ميوزك برينز (الإنجليزية)
- إيفانجيليون: الموت والبعث على موقع ANN anime (الإنجليزية)

- نيون جينيسيس إيفانجيليون: الموت والبعث على قاعدة بيانات الأفلام على الإنترنت.
- نيون جينيسيس إيفانجيليون: الموت والبعث على ميوزك برينز.
- نيون جينيسيس إيفانجيليون: الموت والبعث على موسوعة شبكة أخبار الأنمي.
- مراجعة أنمي جمب